# كندر (كرج)
كندر (بالفارسية: کندر) هي مستوطنة تقع في إيران في Adaran Rural District. يقدر عدد سكانها بـ 1,498 نسمة .